# Leptocarpus tenax
Leptocarpus tenax är en gräsväxtart som först beskrevs av Jacques-Julien Houtou de La Billardière, och fick sitt nu gällande namn av Robert Brown. Leptocarpus tenax ingår i släktet Leptocarpus och familjen Restionaceae. Inga underarter finns listade i Catalogue of Life.